# Эрдёш, Эрих
Эрих Эрдёш (нем. Erich Erdös) — фигурист из Австрии, бронзовый призёр чемпионатов мира 1934 года, бронзовый призёр чемпионатов Европы (1932 и 1933 годов), серебряный призёр чемпионатов Австрии (1933—1935 годов) в мужском одиночном катании.

## Спортивные достижения

### Мужчины
| Соревнования/Сезоны | 1932 | 1933 | 1934 | 1935 |
| ------------------- | ---- | ---- | ---- | ---- |
| Чемпионаты мира     |      | 4    | 3    | 7    |
| Чемпионаты Европы   | 3    | 3    | 5    | 6    |
| Чемпионаты Австрии  | 3    | 2    | 2    | 2    |